# О’Нил, Эдвард
Эдвард Эсбери О’Нил (англ. Edward Asbury O'Neal; 20 сентября 1818, округ Мэдисон, Алабама — 7 ноября 1890, Флоренс) — американский офицер, генерал армии конфедерации в годы гражданской войны, а также 26-й губернатор Алабамы.

## Биография

### Ранние годы и карьера
Эдвард О’Нил родился в округе Мэдисон, штат Алабама, в семье Эдварда и Ребекки Уит О’Нил. Его отец был родом из Ирландии, а мать, чьи предки были французскими гугенотами, была родом из Южной Каролины. Отец О’Нила умер, когда сыну было три месяца. Получив академическое образование, в том числе по английской литературе и антиковедению, О’Нил в 1836 году окончил колледж Лагранжа (предшественник Университета Северной Алабамы) со степенью бакалавра искусств. В 1838 году он женился на Оливии Мур, дочери доктора Альфреда Мур, и у них было девять детей. О’Нил изучал право у Джеймса МакКлунга и в 1840 году был принят в коллегию адвокатов.
В 1841 году О’Нил был избран в четвёртый судебный округ Алабамы, и работал там четыре года. Он был сторонником сецессии, и выступал за отделение Алабамы во время кризиса 1860 года.

### Гражданская война
В июне 1861 года О’Нил был произведён в капитаны армии КША. При подходе к Ричмонду он был назначен майором 9-го алабамского пехотного полка, а осенью произведён в подполковники. В марте 1862 года он был назначен полковником 26-го алабамского пехотного полка, и командовал этим полком во время кампании на полуострове. Во время сражения при Севен-Пайнс под О’Нилом была убита лошадь, а он был тяжело ранен осколком снаряда. В начале 1863 года генерал Роберт Родс стал командовать дивизией, а свою алабамскую бригаду передал О’Нилу, который командовал ею в битве при Чанселорсвилле и получил высокую оценку командования.
В начале Геттисбергской кампании бригада О’Нила имела следующий вид:
- 3-й Алабамский пехотный полк: полк. Каллен Баттл
- 5-й Алабамский пехотный полк: полк. Джозефус Холл
- 6-й Алабамский пехотный полк: полк. Джеймс Лайтфут
- 12-й Алабамский пехотный полк: полк. Самуэль Пикенс
- 26-й Алабамский пехотный полк: подп. Джон Гудгейм

В первый день битвы при Геттисберге, бригада (без 5-го и 3-го алабамских) неудачно атаковала позиции федеральной бригады Генри Бакстера. В начале 1864 года его полк был отправлен обратно в Алабаму, чтобы пополнить свои ряды, а О’Нил был срочно вызван в Долтон, Джорджия, где принял командование бригадой армии Теннесси и руководил ею в ходе Атлантской кампании. После того, как генерал Джон Белл Худ возглавил армию Теннесси, О’Нил был освобождён от командования. 6 июня 1863 года О’Нил был произведён в бригадные генералы, но это повышение было придержано генералом Робертом Ли и отменено президентом КША Джефферсоном Дэвисом с формулировкой, что «он был произведён в бригадные генералы перед окончанием войны».

### Послевоенная карьера
После войны О’Нил вернулся к юридической практике. В августе 1875 года он был избран в Конституционный конвент Алабамы, где был председателем комитета по образованию. С 1882 по 1886 год О’Нил был губернатором штата Алабама от Демократической партии.
О’Нил умер во Флоренсе (штат Алабама). Его сын, Эммет О’Нил, пошёл по стопам отца и с 1911 по 1915 год два срока был губернатором Алабамы.